# Marian Młynarski
Marian Młynarski (ur. 29 stycznia 1926 w Warszawie, zm. 9 grudnia 2024) – polski naukowiec, profesor biologii, herpetolog i muzealnik. W czasie II wojny światowej harcerz Zawiszy, najmłodszej grupy Szarych Szeregów.

## Życiorys
Urodził się 29 stycznia 1926 w Warszawie jako syn ekonomisty i bankowca Feliksa Młynarskiego i Marii z d. Ejsmond. W 1938 wstąpił do 21. drużyny harcerskiej im. gen. Ignacego Prądzyńskiego, działającej w Warszawie przy Szkole im. Ziemi Mazowieckiej, do której uczęszczał. W 1941 przeniósł się wraz z matką do Krakowa, gdzie jego ojciec objął stanowisko prezydenta Banku Emisyjnego w Polsce. W 1943 został członkiem Szarych Szeregów, wstępując do Zawiszy. W czasie wojny uczył się w Technikum Chemicznym. Maturę zdał na tajnych kompletach jeszcze przed 1943. We wrześniu 1944 został drużynowym VI Drużyny Zawiszy. Służbę w Szarych Szeregach zakończył w stopniu kaprala AK. Działalność w harcerstwie kontynuował w latach powojennych. Po 1989 został podharcmistrzem ZHR i działał w Stowarzyszeniu Szarych Szeregów.
W 1946 rozpoczął studia przyrodnicze na Uniwersytecie Jagiellońskim, które ukończył w 1951. W 1956 na UJ uzyskał stopień naukowy doktora. Habilitował się w 1961 na Uniwersytecie Mikołaja Kopernika w Toruniu, gdzie w 1969 został mianowany profesorem biologii. W latach 1942–1986 był związany z Muzeum Przyrodniczym PAN. W 1951 został pracownikiem naukowym Instytutu Systematyki i Ewolucji Zwierząt PAN. W latach 1960–1986 był kierownikiem Zakładu Zoologii Kręgowców i zastępcą dyrektora (1965–1972). W 1986 przeszedł na emeryturę.
Był autorem wielu publikacji naukowych i popularnonaukowych, m.in. atlasu zoologicznego Płazy i gady Polski. Jego zainteresowania badawcze skupiały się na paleontologii żółwi. Przyczynił się do zachowania wielu stanowisk żółwia błotnego w Polsce. Był jednym z założycieli Sekcji Herpetologicznej w ramach Polskiego Towarzystwa Zoologicznego. W 1983 został wybrany prezesem Światowego Towarzystwa Herpetologicznego.